# Municipio de Meramec (condado de Phelps)
El municipio de Meramec (en inglés: Meramec Township) es un municipio ubicado en el condado de Phelps en el estado estadounidense de Misuri. En el año 2010 tenía una población de 846 habitantes y una densidad poblacional de 4,63 personas por km².

## Geografía
El municipio de Meramec se encuentra ubicado en las coordenadas 37°52′41″N 91°34′7″O / 37.87806, -91.56861. Según la Oficina del Censo de los Estados Unidos, el municipio tiene una superficie total de 182.67 km², de la cual 182,24 km² corresponden a tierra firme y (0,24 %) 0,43 km² es agua.

## Demografía
Según el censo de 2010, había 846 personas residiendo en el municipio de Meramec. La densidad de población era de 4,63 hab./km². De los 846 habitantes, el municipio de Meramec estaba compuesto por el 96,34 % blancos, el 0,59 % eran afroamericanos, el 0,35 % eran asiáticos, el 0,95 % eran de otras razas y el 1,77 % eran de una mezcla de razas. Del total de la población el 1,77 % eran hispanos o latinos de cualquier raza.